# شورش کاروسیوس

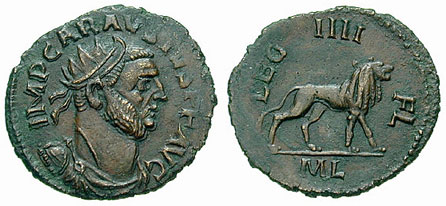
نمایی از سکهٔ کاروسیوس، که برای پرداخت حقوق به سربازان لژیون چهارم، در لوندینیوم ضرب‌شده‌است. (حوالی ۲۹۰)

شورش کاروسیوس (انگلیسی: Carausian revolt) اپیزودی در تاریخ شهر رم بود که طی آن یک فرمانده نیروی دریایی رومی به نام کاروسیوس خود را امپراتور بریتانیا (استان روم) و گال شمالی اعلام کرد. قلمروهای گالی او توسط سزار (عنوان) غربی کنستانتیوس کلوروس در سال ۲۹۳ بازپس گرفته شد، پس از آن کاروسیوس توسط زیردست خود آلکتوس ترور شد. بریتانیا توسط کنستانتیوس کلوروس و زیردستش ژولیوس اسکلپیودوتوس در سال ۲۹۶ بازپس گرفته شد.